# Chasyn (rivier)
De Chasyn (Russisch: Хасын) is een rivier in het gemeentelijke district Chasynski van de Russische oblast Magadan in het noordoosten van het Russische Verre Oosten. Het is een zijrivier van de Arman.
Het hydroniem "Chasyn" is afgeleid van het Evenkse woord "Chesen", wat ofwel "kudde" of "dove kolen" betekent. De Chasyn stroomt met de meridiaan mee van de waterscheiding tussen de Ochota en de Kolyma naar de Zee van Ochotsk. In de rivier bevinden zich veel stroomversnellingen.
De rivier is bevroren van eind oktober tot mei. De Chasyn wordt vooral gevoed door sneeuw en regen. De rivier is over haar hele lengte van 115 kilometer niet bevaarbaar, al worden er wel toeristische trips per rubberboot georganiseerd over de rivier. De rivier is rijk aan vis, vooral zoetwater zalmsoorten, die hier kuit schieten. Bij de rivier bevinden zich de natuurmonumenten Chasynski (botanisch), Bazaltovy (geologisch) en Pestsjany (geologisch).
De belangrijkste zijrivieren zijn de Oeptar, Tsjalbyga, Nelkandja en Palatka. Aan de rivier liggen de plaatsen Karamken, Palatka, Chasyn, Stekolny en Splavnaja.

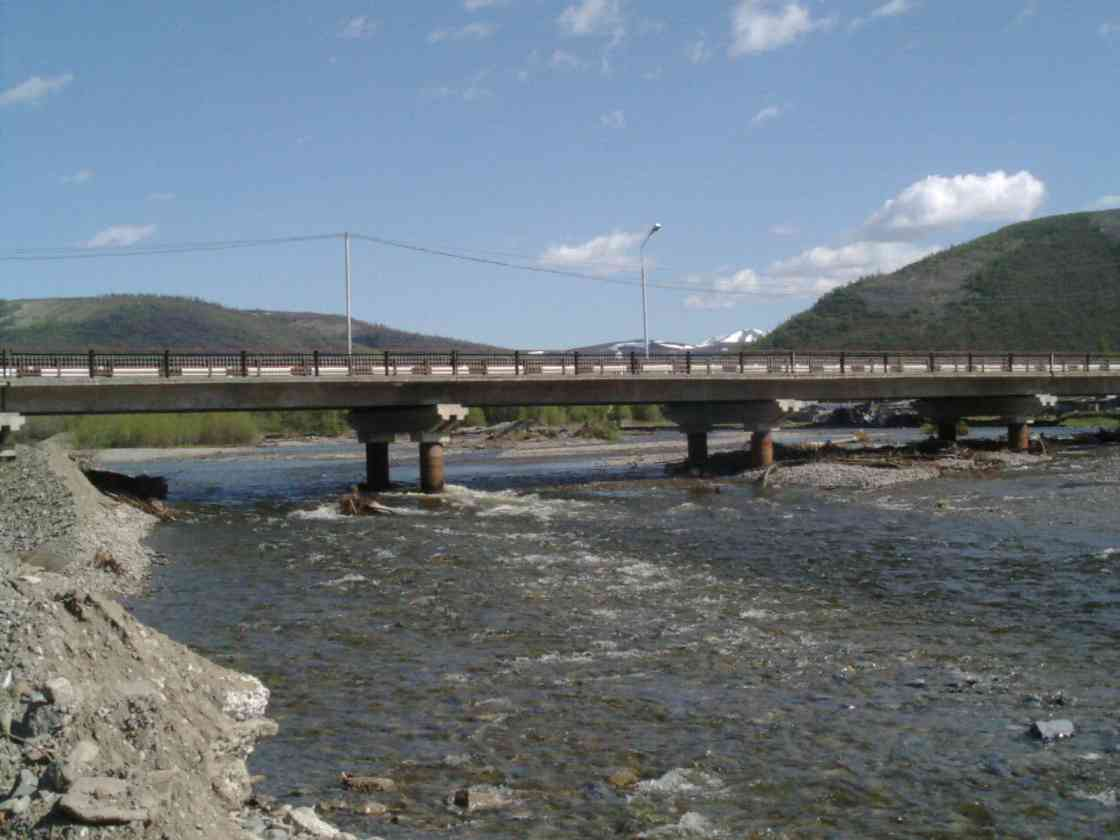
Brug over de Chasyn bij de gelijknamige plaats
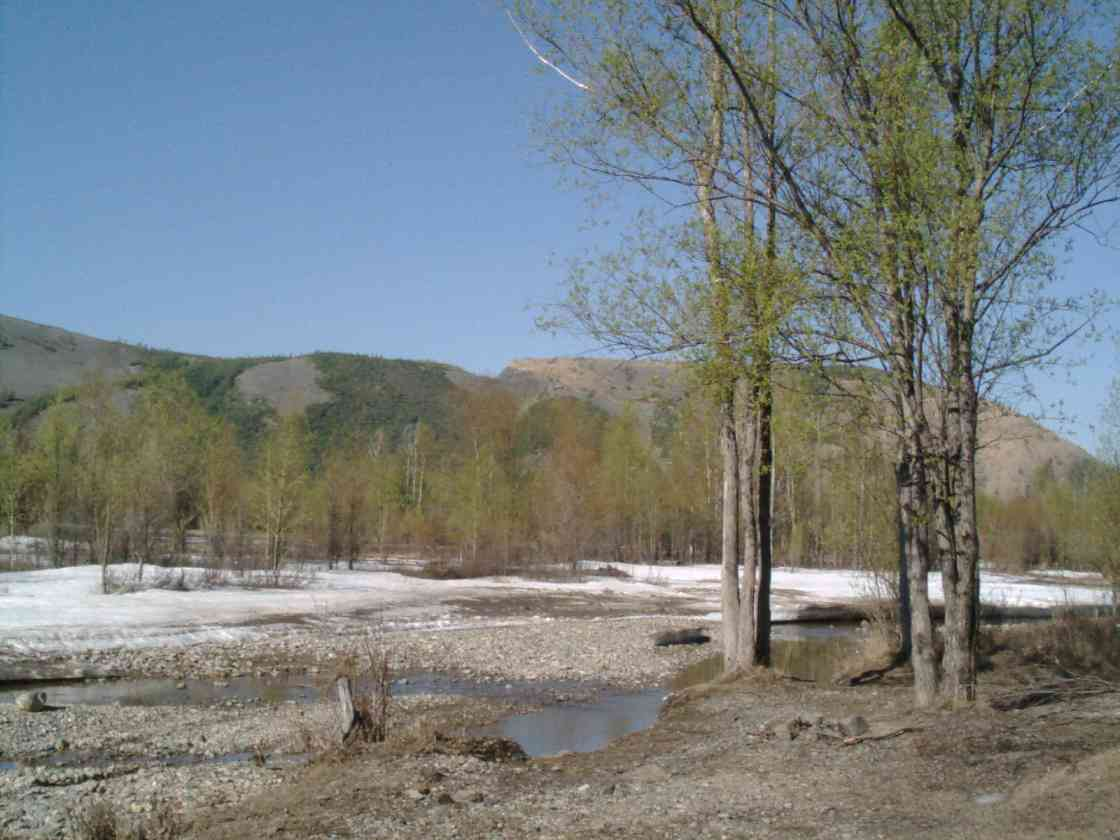
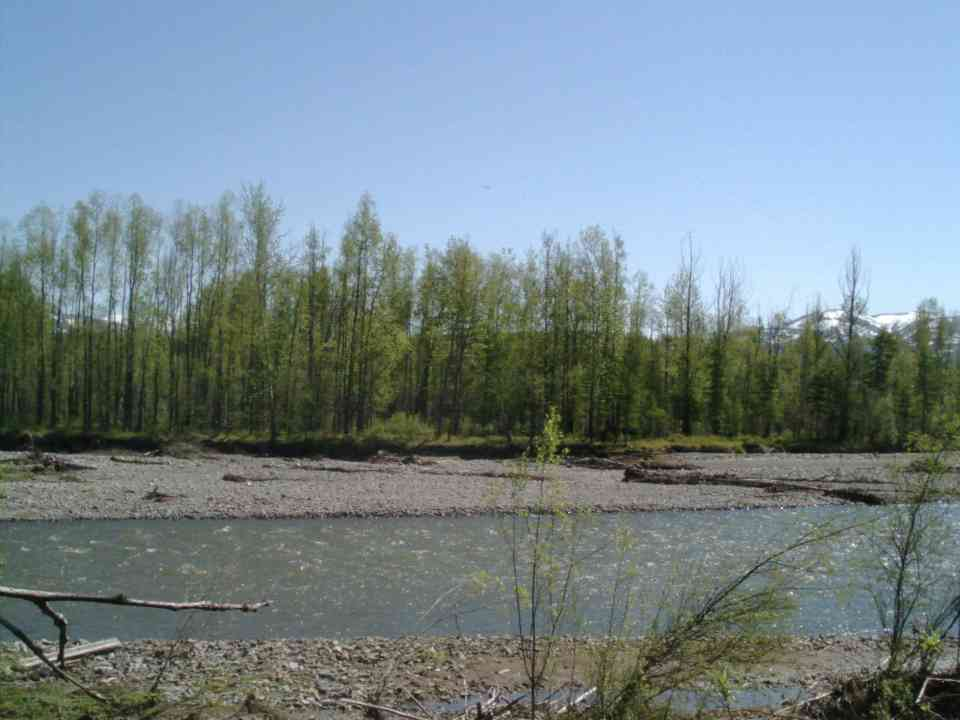

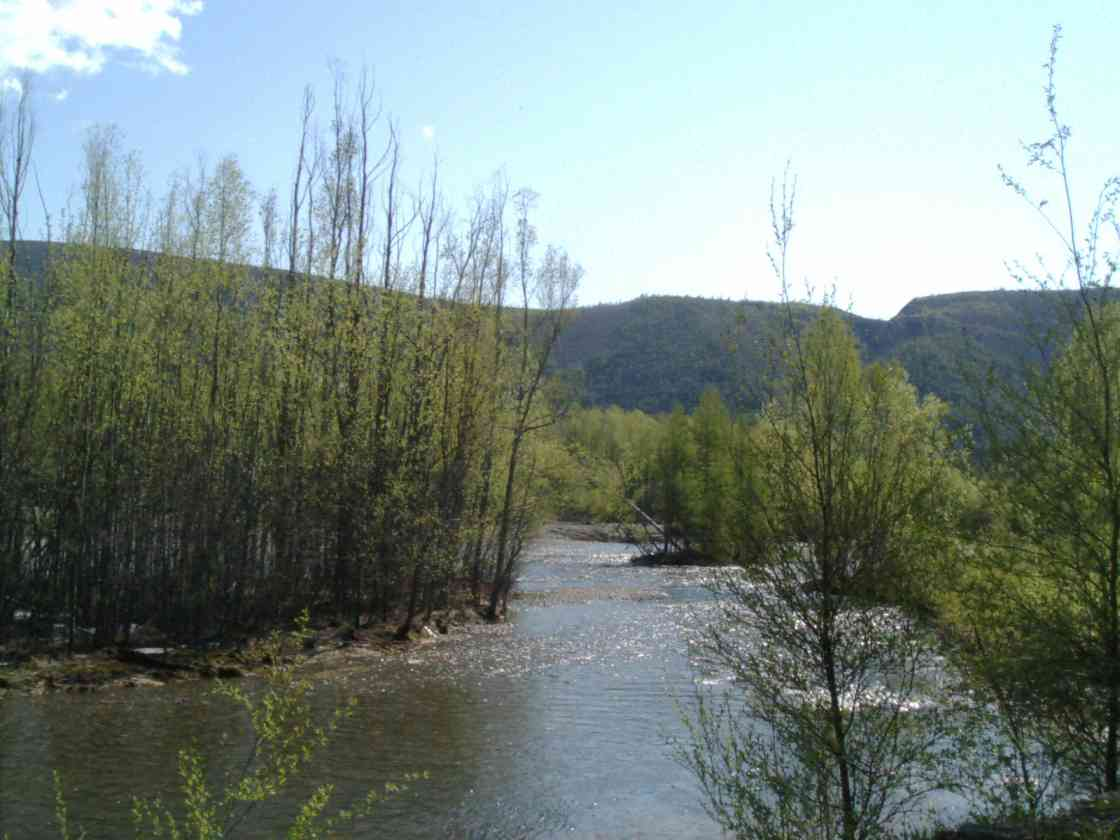
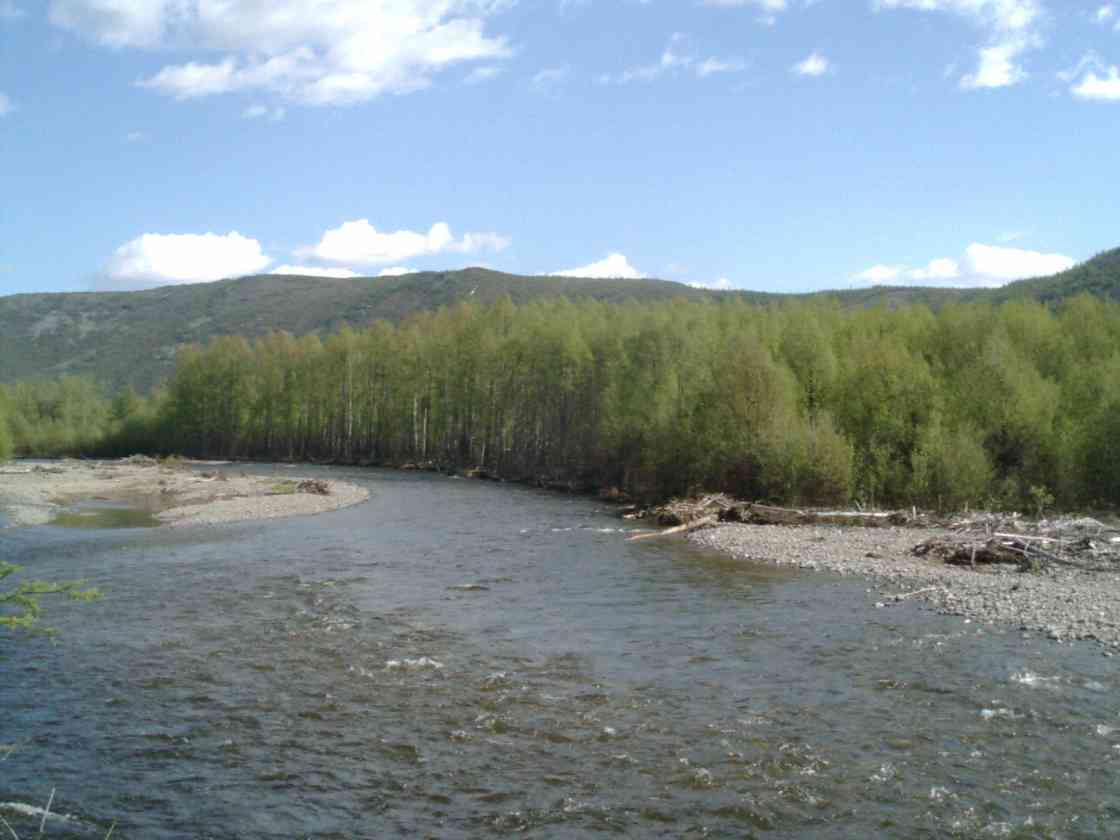
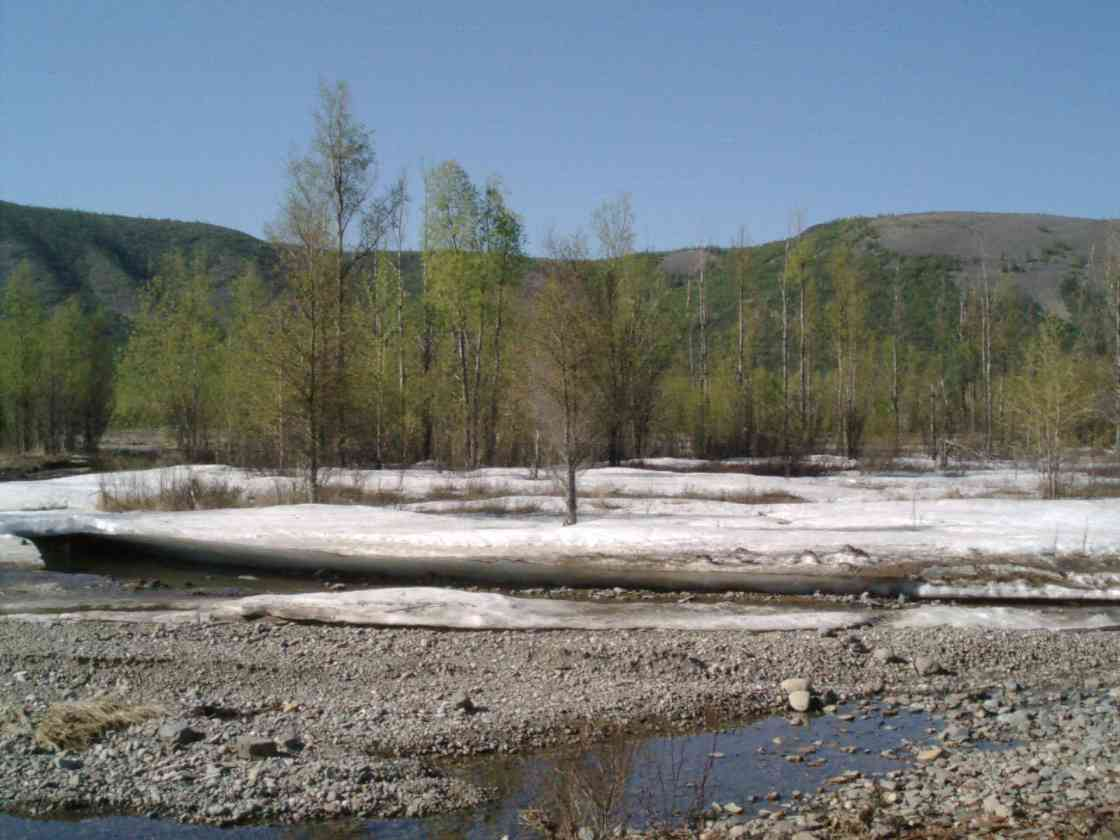